# Mont-Laurent
Mont-Laurent é uma comuna francesa na região administrativa de Grande Leste, no departamento das Ardenas. Estende-se por uma área de 6,83 km². Em 2010 a comuna tinha 62 habitantes (densidade: 9,1 hab./km²).